# Toyareja
Toyareja is een bestuurslaag in het regentschap Purbalingga van de provincie Midden-Java, Indonesië. Toyareja telt 2377 inwoners (volkstelling 2010).